# Global Lives Project
O Projeto Global Lives é uma organização sem fins lucrativos, formada por cineastas e fotógrafos voluntários, programadores e engenheiros, arquitetos e designers, estudantes e acadêmicos. A missão da organização é construir colaborativamente uma videoteca da experiência de vida humana que remodele a forma como os indivíduos pensam em culturas, nações ou pessoas fora de suas próprias comunidades.

## Áreas do programa
O Global Lives Project tem quatro principais áreas: exposições, curadoria, educação e exibições.
- Exposições: A organização cria instalações de vídeo em múltiplas telas, apresentando filmes de 24 horas sobre as vidas de diversos indivíduos,[3] as quais têm a intenção de criar um espaço tanto contemplativo quanto reflexivo.[4]
- Vídeo-curadoria: O Projeto Global Lives atualmente é curador de uma biblioteca online e permanente de vídeos, e fornece um centro para sua comunidade de voluntários (globalives.org). Tal centro permite aos usuários explorar a coleção de vídeos em diversos idiomas, além de acessar materiais educacionais, propor novas filmagens, formar equipes de colaboradores e arrecadar dinheiro para novas produções.
- Educação: A organização oferece novos conteúdos e currículos baseados em mídia, com o objetivo de educar, inspirar e capacitar os estudantes com seus materiais, que fornecem aulas de estudos sociais, artes da linguagem, geografia, estatística, línguas estrangeiras, arte e serviço comunitário.
- Exibições e discussões: Além das videoinstalações, o Global Lives Project realiza exibições e apresentações em universidades, centros culturais e eventos. As exibições foram realizadas em locais como o Museu Nacional de História Natural Smithsonian e a Universidade de Harvard .

## História
A primeira fase do The Global Lives Project foi uma colaboração internacional de cineastas que produziram 10 documentários. Cada documentário com 24 horas de duração e capturando um dia completo na vida do sujeito. Tais sujeitos foram escolhidos a fim de serem demograficamente representativos da população global, de modo que correspondam às distribuições globais da população rural vs. urbana, distribuição regional, gênero, nível de renda, religião e idade.
A primeira estreia completa de todos os 10 vídeos ocorreu em um museu em São Francisco em fevereiro de 2010. O Yerba Buena Center for the Arts sediou uma exposição de quatro meses, que atraiu mais de 20.000 visitantes. Dezenas de outras instalações, exibições e palestras foram realizadas em vários locais ao redor do mundo, incluindo a Universidade das Nações Unidas, em Tóquio.
O Global Lives Project foi fundado por David Evan Harris e tem sido apoiado pela Black Rock Arts Foundation, Long Now Foundation, Adobe Foundation, Burwen Education Foundation, Consulado da Suíça em San Francisco, The National Endowment for as Artes e centenas de doadores individuais.